# Norfolk
Norfolk (výslovnost [nófək], [ˈnɒːfək]IPA) je nížinaté nemetropolitní, ceremoniální a tradiční hrabství rozkládající se na východě Anglie při pobřeží Severního moře, a součást regionu Východní Anglie. Na západě hraničí s Lincolnshirem, na západě a jihozápadě s Cambridgeshirem, a na jihu se Suffolkem, na severu a východě je ohraničeno pobřežím Severního moře. Na hranici s hrabstvím Lincolnshire se nachází slatinová oblast zvaná The Wash. Metropolí hrabství je Norwich.
Norfolk je páté největší ceremoniální hrabství v Anglii o rozloze 5 380 km². Protože se však jedná převážně o venkovské hrabství, řadí se hustotou zalidnění mezi nejméně zalidněná anglická hrabství. Projevuje se to i ve zdejší ekonomice, jíž dominuje zemědělství a turistika.
V severní části hrabství Norfolk, nedaleko od pobřeží, se nachází ve vesnici Sandringham letní sídlo královské rodiny, Sandringham House. Vesnice je také rodištěm princezny Diany.

## Historie
Anglové, po nichž byla pojmenována Východní Anglie a Anglie, se v oblasti usadili v 5. století a rozdělili se na Severní lid (anglicky north folk) obývající Norfolk, a Jižní lid (anglicky south folk) obývající Suffolk. Od toho jsou odvozeny názvy hrabství Norfolk a Suffolk.

## Symboly hrabství

### Vlajka
Vlajka hrabství je tvořena listem o poměru stran 3:5, se dvěma vertikálními pruhy – žlutým a černým s bílým, kosmým, hermelínovým pruhem.
Vlajka je odvozena z rodového erbu Ralpha de Gaela, prvního hraběte z Norfolku, který se stal základem znaku Rady hrabství, uděleného v roce 1904. Kosmý, hermelínový pruh je odkazem na Bretaň, v které Ralph (původně Guader) užíval titul Lord of Gael. Hermelín je tradiční prvek bretaňské symboliky.
K oficiálnímu přijetí vlajky vedly aktivity norfolkského studenta Dominika Victora Mavericka Smithe. Vlajka byla zapsána do rejstříku vlajek Spojeného království 14. září 2014.

Vlajka Rady hrabství Poměr stran: 3:5

## Administrativní členění
Hrabství se dělí na sedm distriktů:
1. Norwich
2. South Norfolk
3. Great Yarmouth
4. Broadland
5. North Norfolk
6. King's Lynn and West Norfolk
7. Breckland